# Дикая земля
Дикая земля (англ. Savage Land) — американский приключенческий фильм 1994 года.

## Сюжет
Люк Морган и его сестра Анна путешествуют через страну в Колорадо, чтобы найти своего отца. Проехав половину пути их дилижанс подвергается нападению бандитов, замаскированных под индейцев. Убегающие им надо найти свой путь к цивилизации через пустыню, в то время как бандиты будут их преследовать.